# Albert Batet
Pour les articles homonymes, voir Batet.
Albert Batet i Canadell, né à Tarragone le 5 mars 1979, est un homme politique catalan.

## Biographie
Il est diplômé de l'Université de Barcelone et de l'ESADE.
Maire de la ville de Valls de 2008 à 2019, il est élu député du Parlement de Catalogne dans les Xe, XIe, XIIe et XIIIe législatures.
Il est l'un des grands défenseurs de la tradition des Castellers.